# Bois du souvenir
Le bois du souvenir (en espagnol : Bosque del Recuerdo), anciennement bois des absents (en espagnol : Bosque de los Ausentes) est un site commémoratif de Madrid, en Espagne. Il rend hommage aux 191 victimes des attentats du 11 mars 2004 et à l'agent des forces spéciales qui est mort quand les sept auteurs de ces attentats se sont suicidés le 3 avril 2004 à Leganés. 

## Situation
Le bois du souvenir se trouve à la Chopera, dans le parc madrilène du Retiro, près de la gare d'Atocha. Il occupe une surface de 1,18 hectare et est formé par 192 arbres (22 oliviers et 170 cyprès de Provence), un pour chaque personne assassinée.

## Historique
Peu après les attentats, un premier mémorial est aménagé sur une petite île dans le parc d'Atocha et s'harmonise avec la décoration des rues adjacentes empruntées par le convoi du mariage du prince des Asturies Philippe et de Letizia Ortiz le 22 mai suivant.
Une fois le mariage célébré, le collectif à l'origine de la création du premier mémorial décide de réaliser de manière plus élaborée un nouveau lieu commémoratif dans le parc du Retiro.
Le roi Juan Carlos et la reine Sophie président la cérémonie inaugurale le 11 mars 2005, lors du premier anniversaire des attentats. Aucun discours n'est prononcé à la demande des familles des victimes. En revanche, toute l'assistance observe le silence pendant cinq minutes, seulement troublé au loin par le son d'un violoncelliste jouant El cant dels ocells (chant catalan signifiant « La chanson des oiseaux ») de Pau Casals.
Les souverains sont les premiers à poser des fleurs sur le monument ; le bouquet est composé d'une couronne blanche avec des feuilles de laurier et un ruban violet portant l'inscription A todas las víctimas del terrorismo (« À toutes les victimes du terrorisme ») et un autre ruban aux couleurs du drapeau national. Durant les après-midi des 11 et 12 mars, des milliers de personnes viennent rendre hommage aux victimes.
Des personnalités et chefs d'État d'une vingtaine de pays assistent à l'inauguration, entre autres :
- le prince et la princesse des Asturies,
- José Luis Rodríguez Zapatero, président du gouvernement espagnol,
- Kofi Annan, secrétaire-général de l'ONU,
- Mohammed VI, roi du Maroc,
- Hamid Karzai, président de l'Afghanistan,
- Abdoulaye Wade, président du Sénégal,
- Marek Belka, président du Conseil des ministres de Pologne,
- Maaouiya Ould Sid'Ahmed Taya, président de la Mauritanie,
- Jorge Sampaio, président du Portugal,
- Henri Ier, grand-duc de Luxembourg,
- Javier Solana, haut représentant pour la politique étrangère et de sécurité commune de l'Union européenne,
- Josep Borrell, président du Parlement européen.

Il est rebaptisé « bois du souvenir » en 2006.